# Niederdeutsche Täufer

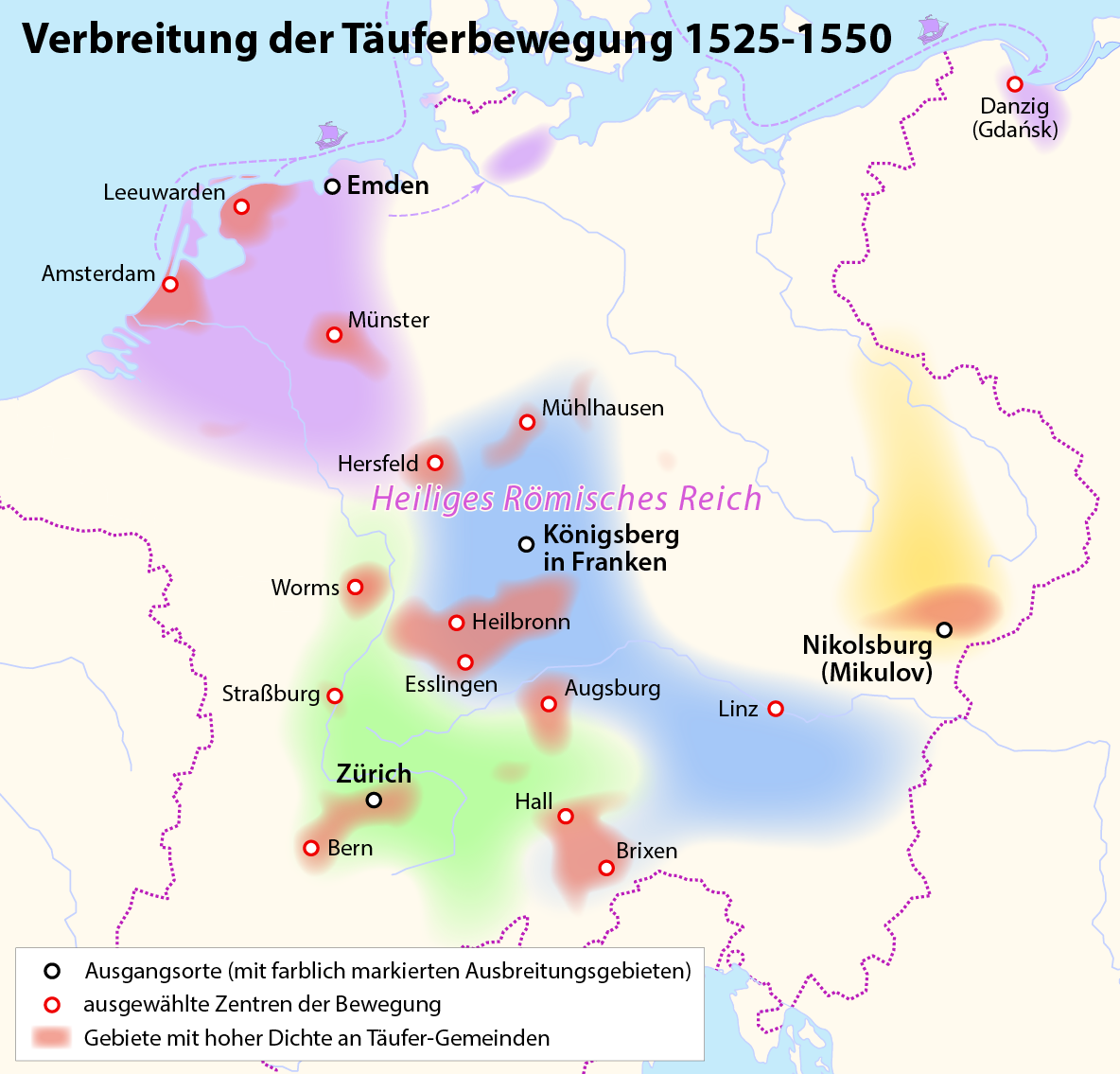
Ungefähre Verbreitung der norddeutsch-niederländischen Täuferbewegung in der Reformationszeit (in lila)

Der Begriff Niederdeutsche Täufer bezeichnet die im norddeutschen und niederländischen Raum verbreitete radikal-reformatorische Täuferbewegung des 16. Jahrhunderts.

## Geschichte
Die Täuferbewegung des niederdeutschen Sprachraumes geht auf den aus Schwäbisch Hall stammenden Prediger Melchior Hoffman zurück, der erstmals 1529 in Straßburg mit Täufern zusammengetroffen war und eine apokalyptisch und visionär eingefärbte Theologie entwickelt hatte. Im Jahr 1530 wurde er schließlich zum Gründer der ersten norddeutschen Täufergemeinde im ostfriesischen Emden. Von Emden ausgehend breitete sich die Bewegung der Melchioriten bald aus und auch in anderen Orten des nordwestdeutschen und niederländischen Raumes entstanden täuferische Gemeinden.
Vor allem in den Niederlanden, wo die Täufer zum Teil an die Ideen der proto-reformatorischen Sakramentarier anknüpfen konnten, entwickelte die Täuferbewegung eine große Dynamik und entwickelte sich zeitweise zu einer Massenbewegung. Wie bereits in anderen Teilen des Römisch-Deutschen Reiches setzte jedoch auch in den Niederlanden bald eine umfassende Verfolgung der noch jungen reformatorischen Bewegung ein. Hofman selbst wurde 1533 in Straßburg festgenommen.
Nach Hofmans Festnahme entwickelten sich in Teilen der Bewegung unter dem Eindruck anhaltender Verfolgungen und apokalyptischer Vorstellungen deutlich militante Tendenzen, die unter anderem zum Aufstand im friesischen Oldeklooster 1535 und zu den Ereignissen in Münster führten. Viele Täufer lehnten Gewalt jedoch ab und vertraten wie die Brüder Obbe und Dirk Philips eine bewusst pazifistische Linie. Der nach Obbe Philips benannten Gemeindebewegung der Obbeniten schloss sich im Jahr 1536 schließlich auch der bis dahin katholische Pfarrer Menno Simons an.
Nach dem Scheitern der militanten Täufer von Münster fand im August 1536 im westfälischen Bocholt eine Zusammenkunft der divergierenden Täufergruppen statt, um einen Weg aus der nachmünsterischen Krise zu finden. Es kam jedoch zu keiner wirklichen Einigung. Neben der pazifistisch geprägten Gruppe um Obbe Philips und Menno Simons, bestanden zu jener Zeit noch die stärker spiritualistisch geprägte nach David Joris benannte Gruppe der David-Joristen und die militante nach Jan van Batenburg benannte Gruppe der Batenburger. Neben den David-Joristen, die zum Teil noch bis in das 17. Jahrhundert Bestand hatten, dominierten jedoch zunehmend die Obbeniten, die später auch nach Menno Simons Mennoniten genannt wurden.
Menno Simons stabilisierte die Bewegung zunehmend und vernetzte die verschiedenen Gemeinden untereinander. Das Netz der nordeuropäischen Täuferbewegung spannte sich bald vom baltischen bis in den belgischen und rheinländischen Raum.
Über die Einwanderung niederländischer Täufer entstanden Mitte des 16. Jahrhunderts auch in unter anderem Lübeck und außerhalb der Reichsgrenzen in Nordfriesland (Täufer auf Eiderstedt) und im Danziger Werder mennonitische Gemeinden. Durch die Emigration norddeutsch-niederländischer Täufer des Danziger Raumes in die Ukraine im 18. Jahrhundert wurde schließlich auch der Grundstein für die ethno-religiöse Gruppe der Russlandmennoniten gelegt.

## Gruppierungen
Innerhalb der niederdeutschen Täuferbewegung bildeten sich ab Mitte des 16. Jahrhunderts verschiedene Richtungen heraus, die zum Teil bis in das 19. Jahrhundert nachwirkten. Neben den bereits genannten David-Joristen, die zum Teil noch bis in das 17. Jahrhundert neben den Mennoniten Bestand hatten, kann auch Adam Pastor und die nach ihm benannten Gruppe der Adamieten genannt werden. Adam Pastor besaß eine führende Position innerhalb der frühen Mennoniten, wurde jedoch 1552 aufgrund seiner antitrinitarischen Positionen ausgeschlossen. Es waren jedoch vor allem Diskussionen über den Bann, die zur Entstehung nach ihrer Herkunft benannter hochdeutscher, waterländischer, flämischer und friesischer Parteien bei den niederländisch-norddeutschen Täufern/Mennoniten führten.
Die hochdeutschen Gemeinden stammten aus dem süd- und westdeutschen Raum. Ihre Gemeinden fanden sich vom Niederrhein bis in das Elsass. Später entstanden auch in den Niederlanden und Norddeutschland hochdeutsche Gemeinden. Kennzeichnend für sie war die Ablehnung der unter anderem von Menno Simons vertretenen Bannpraxis. Überschneidungen gab es vor allem mit den Schweizer Täufern. Die 1556 und 1559 in Straßburg stattgefundenen Konferenzen können dem Spektrum der hochdeutschen Täufer zugerechnet werden.
Die nach der holländischen Region Waterland benannte Partei der Waterländer etablierte sich Ende der 1550er Jahre. Sie öffnete sich für neuen Entwicklungen und war zum Teil spiritualistisch geprägt. Die Gruppe der Waterländer stellten zu jener Zeit etwa 20 % der niederländischen Täufer. Ihr Zentrum hatten sie vor allem in den Küstenregionen zwischen Amsterdam und Alkmaar, waterländische Gemeinden fanden sich jedoch auch außerhalb dieser Region. Einer ihrer bekannten Vertreter war Hans de Ries. Die Waterländer sollen die erste täuferische Richtung der Niederlande gewesen sein, die bewusst die Bezeichnung Doopsgezinde (≈ Taufgesinnte) verwendete.
Die Gruppen der Friesen und Flamen entstanden 1566 nach der Flucht der von Verfolgung betroffenen belgischen/flämischen Täufer in den Norden der Niederlande und waren eher konservativ geprägt. Während die Friesen jedoch auf einem starken Gemeindebann bestanden, betonten die Flamen die Autonomie der Gemeinde, was zu einer Entzweiung beider Gruppen führte. Hinzu kamen zum Teil auch kulturelle Differenzen. So nahmen viele Friesen Anstoß an einem aus ihrer Sicht zu weltlichen Lebenswandel der Flamen. Als bekannter Vertreter der Partei der Friesen kann Leenaert Bouwens, als Vertreter der Flamen Dirk Philips genannt werden. 1588 kam es innerhalb der flämischen Gemeinden zu einer weiteren Aufspaltung zwischen jungen und alten Flamen, wobei die jungen Flamen die liberale Gruppe bildete, die sich den anderen Richtungen gegenüber offen zeigte.
Parteien wie die Friesen oder Flamen waren nicht ausschließlich an eine bestimmte Region gebunden. So bildeten sich hochdeutsche, waterländische, friesische oder flämische Gemeinden auch außerhalb ihrer Herkunftsregionen und bezeichnete eher die inhaltliche als die geografische Ausrichtung einer Gemeinde.
Aus der Gruppe der Flamen entstanden später auch die nach Uko Walles benannten Uko-Wallisten. Mitte des 17. Jahrhunderts brach mit der Entstehung der liberaleren Lammisten und der konservativeren Sonnisten in Amsterdam ein neuer Konflikt aus. Trotz dieser Parteibildungen gab es jedoch auch immer wieder Bemühungen um eine stärkere Vernetzung und Einheit der täuferischen Gemeinden, was ab Ende des 16. Jahrhunderts zu einer Reihe von gemeinsamen Erklärungen bis hin zum Dordrechter Bekenntnis von 1632 führte. Bereits um 1600 entstand mit der Bevredigde Broederschap (Befriedete Bruderschaft) ein erster Zusammenschluss hochdeutscher, friesischer und waterländischer Gemeinden in den Niederlanden. Später folgten weitere Zusammenschlüsse.